# Vallée de Ferghana
La vallée de Ferghana ou Fergana (en ouzbek : Farg‘ona vodiysi, en kirghize : Фергана өрөөнү, en tadjik : водии Фaрғонa) est une vallée fertile couvrant l'est de l'Ouzbékistan, le sud du Kirghizistan et le nord du Tadjikistan. Elle est traversée par le Syr-Daria. Elle est peuplée d'environ onze millions d'habitants, près d'un cinquième de la population totale de l'Asie centrale. C'est en outre la région la plus densément peuplée d'Asie centrale.
Elle a donné son nom à diverses entités administratives et à la ville moderne de Ferghana.

## Géographie

### Situation, topographie

Carte en allemand

La vallée avec ses piémonts et sommets environnants s'étend sur 80 000 km2, tandis que la plaine s'étend sur 22 000 km2. Son plan rappelle une ellipse dont la longueur est d'environ 300 km et la largeur jusqu'à 170 km.
La vallée est presque entièrement cernée de chaînes montagneuses : au nord-ouest, les monts Kourama et les monts Tchatkal (culminant à plus de 4 000 mètres), au nord-est et à l'est, les monts Ferghana, au sud la chaîne du Turkestan et les monts Alaï. Il n'y a qu'à l'ouest que la vallée est ouverte en un étroit passage presque entièrement pris par le réservoir de Kaïrakkoum, du côté tadjik, au sud duquel se trouve dans la partie ouzbèke la steppe de la Faim, sur la rive gauche du Syr-Daria.
Certains sommets des chaînes qui entourent la vallée dépassent de loin les 5 000 mètres d'altitude. La vallée est une plaine avec quelques collines. Elle est formée surtout d'une terrasse ancienne du Syr-Daria et des cônes de déjection descendant les monts Alaï. Des buttes de grès ne s'élèvent qu'au sud-est. Les collines de la vallée peuvent atteindre 300 à 400 mètres à l'ouest, et 900 à 1 000 mètres à l'est.
Région divisée à l'époque soviétique entre trois républiques socialistes, mais non fermées de frontières comme aujourd'hui, la vallée possède sept enclaves territoriales. Barak, petit village kirghiz, est entouré par l'Ouzbékistan. Le village tadjik de Sarvan est en territoire ouzbek et le village tadjik de Voroukh ainsi qu'un petit territoire près de Kaïragach sont enclavés en terre kirghize. Les villes ouzbèkes de Sokh et Chakhimardan, ainsi que le minuscule territoire ouzbek de Qalacha (en) au nord de Sokh, est entouré par le Kirghizistan.
De plus le découpage territorial est tel, entre les trois pays, que la vallée appartient dans sa plus grande partie à l'Ouzbékistan avec en plus ses piémonts nord, tandis que les piémonts est et sud de la vallée qui la surplombent appartiennent au Kirghizistan avec ses sommets nord, est et sud ; la fin de la vallée à l'ouest appartient au Tadjikistan. Cette géographie administrative explique donc en partie les tensions entre le Kirghizistan et l'Ouzbékistan, dont le territoire de la vallée de Ferghana est encerclé aux trois quarts par le Kirghizistan.
Les principaux cols sont le col de Kara-Kazyk (4 389 m), le col de Tenguiz-Baï (3 413 m), praticables toute l'année et reliant Marguelan (Ferghana aujourd'hui) à la vallée de Racht et au Pamir, tandis que Kachgar est atteint par Och et Goultcha, puis le col de Terek-Davan (3 720 m), ouvert toute l'année, le col de Taldyk (3 505 m), le col d'Artchat (3 536 m) et le col de Chart-Davan (4 267 m). D'autres cols importants permettant d'ouvrir un passage au-delà de la vallée sont le col de Jiptyk (3 798 m), au sud de Kokand, le col d'Isfaïram (3 657 m), menant à la vallée de la Sourkhab, et le col de Kavouk (3 962 m), à travers les monts Alaï.

### Population et administration

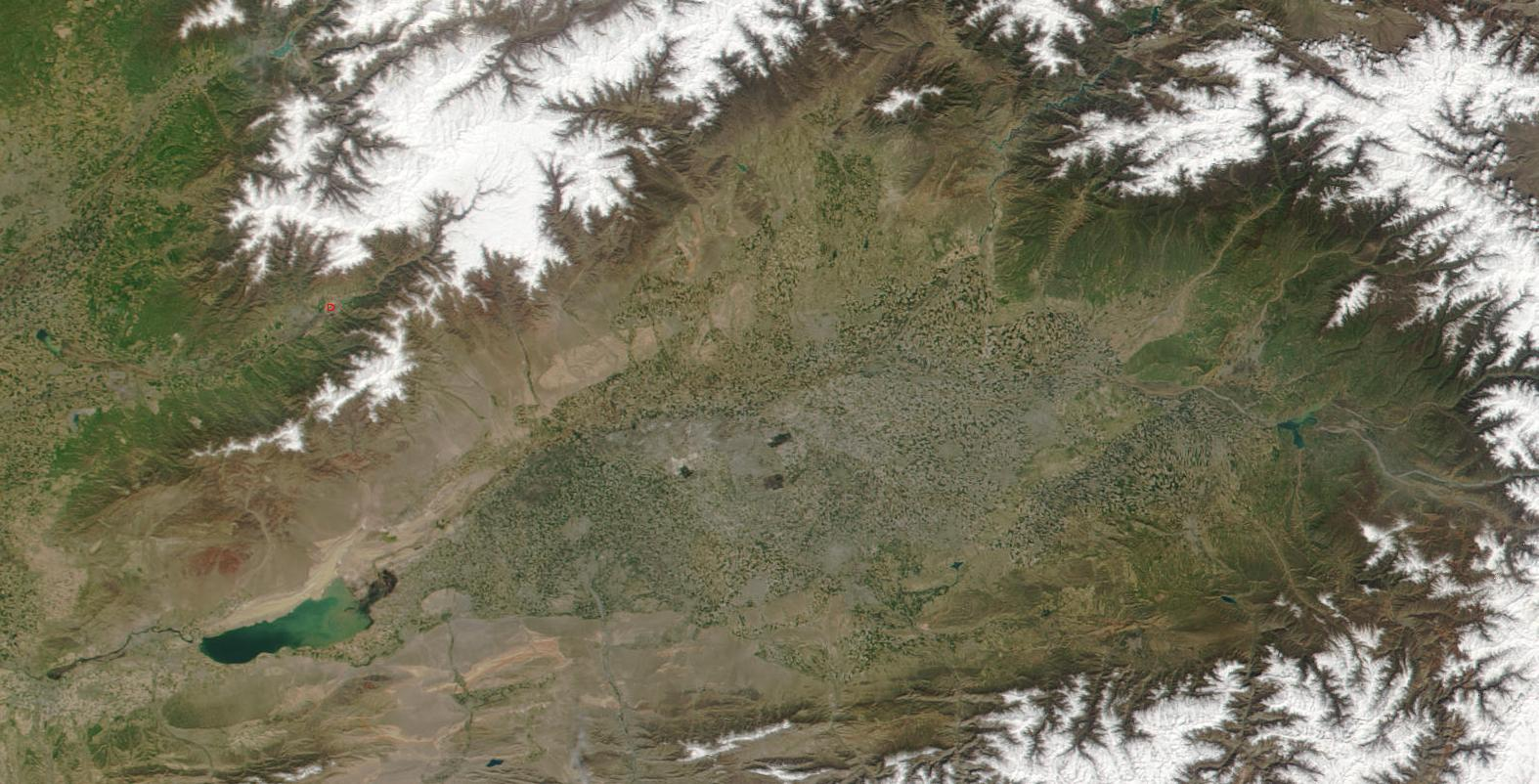
Image satellite de la vallée de Feghana

Principales villes, par ordre alphabétique :
- Andijan (Ouzbékistan), agglomération d'environ 500 000 habitants ;
- Becharyk (Ouzbékistan), environ 20 000 habitants ;
- Djalalabad (Kirghizistan), environ 90 000 habitants ;
- Ferghana (Ouzbékistan), environ 235 000 habitants ;
- Kaïrakkoum (Tadjikistan), environ 42 000 habitants ;
- Khodjent (Tadjikistan), environ 162 000 habitants ;
- Kokand (Ouzbékisktan), environ 220 000 habitants ;
- Kouva (Ouzbékistan), environ 37 000 habitants ;
- Marguilan (Ouzbékistan), environ 292 000 habitants ;
- Namangan (Ouzbékistan), environ 450 000 habitants ;
- Och (Kirghizistan), environ 235 000 habitants ;
- Richtan (Ouzbékistan), environ 50 000 habitants.

Provinces recouvrant la vallée de Ferghana :
| Pays         | Province       | Capitale   | Superficie (km2) | Pop.       |
| ------------ | -------------- | ---------- | ---------------- | ---------- |
| Kirghizistan | Batken         | Batken     | 17 000           | 400 000    |
| Kirghizistan | Djalalabad     | Djalalabad | 33 700           | 962 000    |
| Kirghizistan | Province d'Och | Och        | 29 200           | 1 300 000  |
| Tadjikistan  | Sughd          | Khodjent   | 25 400           | 2 100 000  |
| Ouzbékistan  | Andijan        | Andijan    | 4 200            | 1 900 000  |
| Ouzbékistan  | Ferghana       | Ferghana   | 6 800            | 2 600 000  |
| Ouzbékistan  | Namangan       | Namangan   | 7 900            | 1 860 000  |
| Total        |                |            | 124 200          | 11 342 000 |

### Climat
Le climat de la vallée de Ferghana est strictement continental. Les températures moyennes de juillet varient de 23 °C à l'ouest jusqu'à 28 °C dans la partie centrale de la vallée avec des températures pouvant atteindre 43 °C. Les températures moyennes de janvier sont de −0,9 °C à l'ouest et de −2,5 °C à l'est.
Les hivers sont particulièrement instables avec des températures qui peuvent descendre à −25 °C, mais certaines zones connaissent des hivers relativement doux. L'enneigement ne dure pas longtemps et se répète sur plusieurs périodes de l'hiver. À partir du mois de mars, les cerisiers, les pruniers, les abricotiers, les mirabelliers, les pêchers sont en pleine floraison.
La pluviométrie est de 150 mm et de 250 à 300 mm sur les contreforts. La partie occidentale de la vallée de Ferghana connaît un climat plus sec et même désertique au sud-ouest avec le début de la steppe de la Faim.

### Faune
La faune de la vallée de Ferghana est relativement pauvre. Des espèces telles que le hérisson oreillard, la tortue des steppes, et nombre d'espèces de rongeurs ou de lézards sont fréquentes, mais d'autres sont plutôt rares, comme le renard, le sanglier, le blaireau ou le porc-épic.
Les oiseaux sont représentés par diverses espèces d'aigles, de faucons, par des tourterelles, différentes sortes de guêpiers, ainsi que par l'étourneau roselin, la huppe fasciée, le rossignol et de nombreuses espèces de passereaux dont plusieurs espèces de loriots, etc. Le lit du Syr-Daria accueille différentes sortes de canards, tandis que l'on trouve des tétraogalles sur les pentes montagneuses.
Parmi les poissons, les silures, les schizothorax, les barbeaux et les carpes sont les plus fréquents.
Chez les arachnides, on remarque les tarentules, les solifuges et la veuve noire ; il existe aussi différentes espèces de scorpions.

### Flore
Le sol est surtout composé de terres grises (seroziom) qui se sont formées sur du lœss, mais les terres ont été malheureusement modifiées en raison de l'excès d'engrais et d'une mauvaise organisation de l'irrigation, ce qui a provoqué un excès de sel et une forte érosion. La partie occidentale de la vallée est caractérisée par un climat semi aride et une végétation semi-désertique, on y trouve par exemple des associations d'armoises et de chardons. Elle s'ouvre ensuite à la steppe du Karakalpakstan.
La vallée du Syr-Daria est caractérisée le long du fleuve par une végétation poussant sur du sable et des rives de type tougaï, plus près des piémonts, la végétation est éphémère. Sur les versants des monts Ferghana et des monts Tchatkal, on trouve des forêts de noyers, avec des pommiers sauvages, des poiriers et des mirabelliers. Les oasis sont plantées de peupliers, de mûriers, chalefs, platanes, sycomores, ormes, noyers, amandiers, pêchers, abricotiers, pruniers, pommiers, poiriers, cognassiers, figuiers, ou encore des grenadiers. Les terres irriguées sont uniquement consacrées à l'agriculture intensive, en particulier du coton.

## Histoire

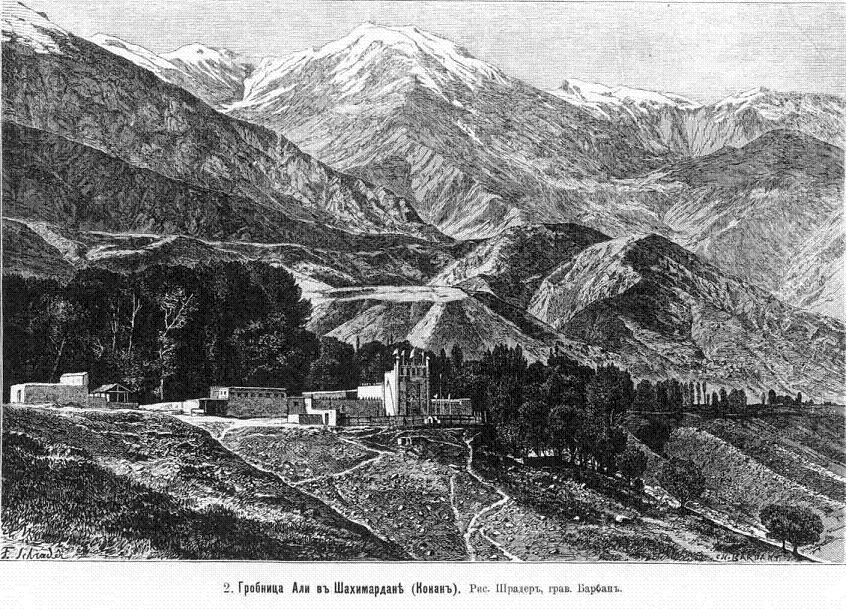
Chakhimardan dans la vallée de Ferghana

### Empire achéménide
Au Ve siècle av. J.-C., la partie occidentale de la vallée dépend de la Sogdiane, région devant tribut et soumission à l'Empire achéménide sous Darius le Grand. La Sogdiane, belliqueuse et frontalière, protège les Perses des intrusions nomades des Scythes au nord et à l'est. La roche sogdienne, nom d'une fameuse forteresse sogdienne, est prise en 327 av. J.-C. par l'armée d'Alexandre le Grand après une campagne d'envergure qui met à bas la résistance sogdienne. Les Grecs fondent ensuite plusieurs avant-postes militaires tenus par des soldats colons grecs. Alexandre le Grand unit la Sogdiane avec la Bactriane en une seule satrapie.

### Colonisation grecque

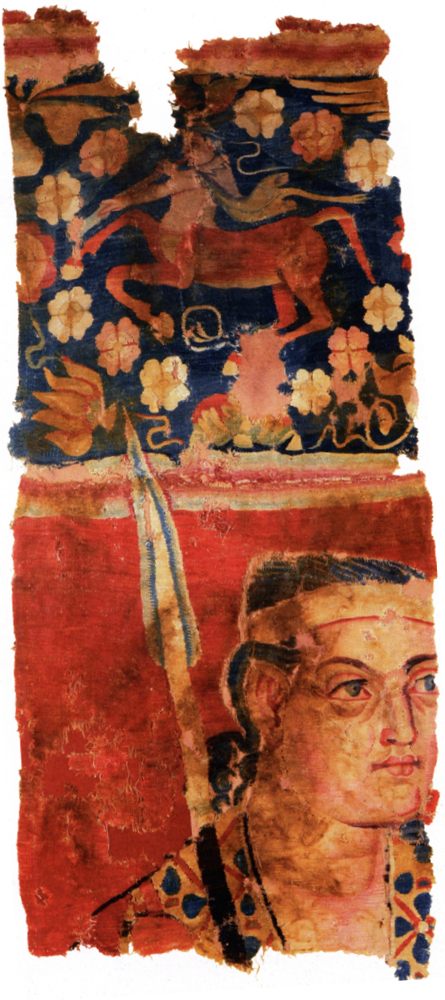
Tapisserie en laine d'Asie centrale ornée d'un centaure dans sa partie supérieure et portrait d'un soldat grec (entre les).

Alexandre fonde Alexandria Eschate (aujourd'hui aux abords de Khodjent au Tadjikistan) au sud-ouest de la vallée en août 329 av. J.-C. Cette ville de garnison se trouve au bord du Jaxartes et délimite le nord-est des conquêtes grecques à 360 kilomètres au nord d'Alexandrie de l'Oxus.
Après 250 av. J.-C., la ville reste en rapport avec le royaume gréco-bactrien de Bactriane plus au sud, particulièrement à l'époque où le roi Euthydème étend sa domination à la Sogdiane. Il existe des sources selon lesquelles les Gréco-Bactriens ont mené des expéditions jusqu'au Turkestan chinois (aujourd'hui Kachgar et Ouroumtchi), établissant ainsi les premiers liens connus entre la civilisation chinoise et l'ouest vers 220 av. J.-C. De nombreuses statuettes et représentations de soldats grecs ont été trouvées au nord du Tian Shan, au seuil de la Chine, et sont aujourd'hui présentées au public au musée du Xinjiang d'Ouroumtchi.
Strabon écrit à propos des Gréco-Bactriens : « En somme, Apollodore a eu raison d'appeler la Bactriane le boulevard de l'Ariane, les rois de ce pays ayant poussé leurs conquêtes jusqu'aux frontières des Sères [c'est-à-dire les Chinois] et des Phryn[es]. »
La vallée de Ferghana et ses environs, appelés « Dayuan » par les Chinois, demeurent terre gréco-bactrienne jusqu'après le règne de Démétrius Ier de Bactriane (vers 120 av. J.-C.), qui doit lutter contre les invasions des Yuezhis de l'est et des Scythes Sakes du sud. Après l'an 155 av. J.-C., les Yuezhis sont poussés dans la vallée par leurs voisins du nord et de l'est. Les Yuezhis envahissent les villes de la vallée irriguée et s'installent en nombre sur la rive nord de l'Oxus (Amou-Daria), en Transoxiane (aujourd'hui au Tadjikistan et en Ouzbékistan), au nord du royaume gréco-bactrien. Alexandrie de l'Oxus est détruite par le feu vers 145 av. J.-C. Le royaume hellénistique se concentre plus au sud (ce qui est le Nord de l'Afghanistan aujourd'hui). Les envahisseurs s'imprègnent partiellement de la culture agricole hellénistique et de son organisation administrative dans la vallée de Ferghana et les populations s'assimilent.

### Relations avec la Chine
Dans l'histoire de la dynastie Han basée sur les relations de voyages de Zhang Qian vers 126 av. J.-C., la région de Fergana était présentée comme le pays des Dayuans (Ta-Yuan), sans doute les descendants des colons grecs (Da Yuan pourrait être une translitération de « Grands Ioniens »). Elle était réputé pour ses chevaux que les Chinois n'arrivaient pas à acquérir — ou sinon avec grandes difficultés — jusqu'à la guerre qui eut lieu en 104 av. J.-C.
Les Dayuans étaient décrits par les Chinois comme ayant des pratiques étranges pour eux, avec une civilisation urbaine complexe, semblable à celle des Bactriens et des Parthes : « le « Fils du Ciel » en ayant écouté tout cela en vint à penser que le pays des Dayuans (Fergana) et les possessions de la Bactriane et de la Parthie formaient de grands pays, pleins de choses rares, avec une population sédentaire adonnée à des occupations quelque peu identiques à celle des Chinois, mais avec des armées faibles, et donnant une grande valeur aux riches productions chinoises » (Hou Han Shu).
L'agriculture de la région, telle qu'elle est décrite par Zhang Qian, comprenait la culture des céréales et la viticulture. C'est ainsi que la région de Fergana était le théâtre de premières relations majeures entre une culture urbanisée de langue indo-européenne et la civilisation chinoise, ce qui aboutit à l'ouverture de la route de la soie à partir du Ier siècle av. J.-C.

### Bactriane
Au début du Ier millénaire, la ville indépendante de Ferghana est devenue une étape-clé sur la route de la soie. Son nom d'origine persane signifie « varié », فرقانه (Farghaneh).
La vallée est l'un des berceaux de la religion zoroastrienne.

### Conquête de l'islam

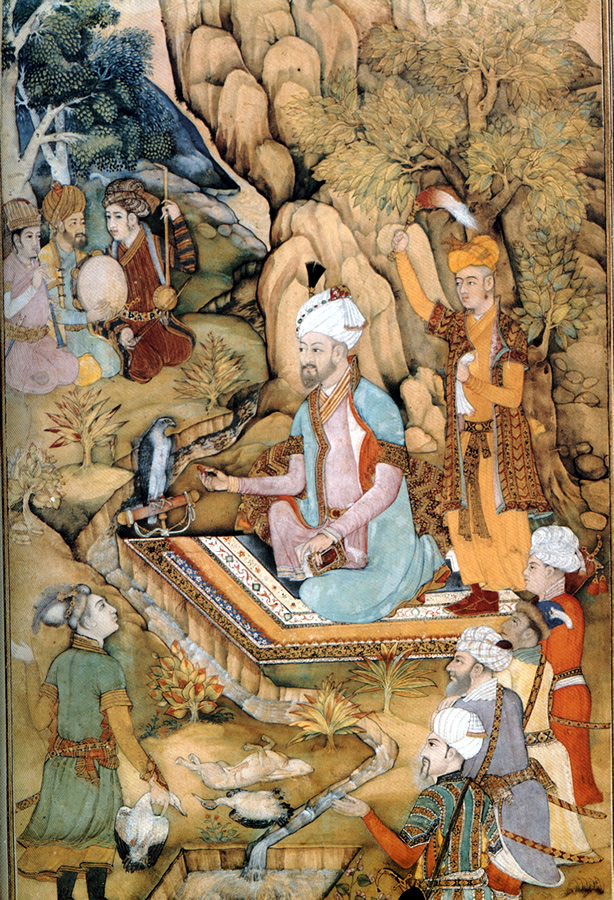
Miniature représentant Babur (1483-1530), fondateur de l'Empire moghol et natif de la vallée de Fergana

Au VIIIe siècle, la vallée est le théâtre d'une concurrence âpre entre la dynastie Tang soutenant alors les Sogdiens (Persans), dirigés par Ikhshid, et les Arabes provenant de l'ouest, soutenus par les Tibétains du Sud-Ouest[Quoi ?]. Cela aboutit à diverses batailles, comme en 715 et 717 où les Chinois repoussent les musulmans ; mais la bataille de Talas, située dans l'actuelle Taraz, en 751 provoque la victoire des Arabes et le désengagement des Chinois de cette vallée.
La vallée est gouvernée successivement par les Arabes, les Perses, puis les Turcs. Elle joue au Moyen Âge un rôle central dans l'histoire du puissant Empire moghol d'Asie du sud et de l'Inde dont le roi ferghan Babur fut le fondateur. L'astronome al-Farghani (805-880) est natif de la vallée de Ferghana. Aux XVIIIe et XIXe siècles, la vallée appartient au khanat de Kokand.

### Empire russe et URSS
À cause de l'expansion de l'Empire russe au XIXe siècle, dans le cadre de Grand Jeu face à l'Empire britannique, le Turkestan est graduellement envahi par les Russes, entre 1855 et 1884. En 1873, ils conquièrent le khanat de Kokand dont faisait partie la zone de Marguelan et l'incluent dans ce qui est appelé la province de Ferghana du Turkestan russe. Dès la deuxième partie du XIXe siècle, la vallée joue un rôle important dans l'histoire de la culture du coton.
Jusqu'à la fin du XIXe siècle, le transport dans la vallée de Ferghana, comme partout ailleurs en Asie centrale, s'effectue sur des routes peu nombreuses et des chemins caillouteux à dos de chameau, d'âne ou bien à cheval. Les Russes construisent un trakt, ou route postale, reliant de l'est à l'ouest Andijan, Kokand, Marguelan et Khodjent avec Samarcande et Tachkent à l'ouest au début des années 1870. Une nouvelle impulsion est donnée au commerce par l'extension en 1889 de la ligne de chemin de fer transarale qui atteint Andijan, et par l'ouverture de la ligne Orenbourg-Tachkent en 1906.
La route du Pamir (aujourd'hui route M41) est construite dans les années 1920, à l'époque soviétique, et relie Och à Khorog. Auparavant les routes reliant la vallée à la Kachgarie en Chine, ou bien le Pamir, étaient de simples chemins mûletiers dans les montagnes abruptes passant par de hauts cols.
Du temps de la perestroïka, des pogroms ont lieu de la part des Ouzbeks contre les Meskhètes turcophones, en mai-juin 1989, provoquant leur évacuation en masse (près de 50 000 personnes) par les autorités soviétiques en Union des républiques socialistes soviétiques, en République socialiste soviétique d'Azerbaïdjan et en République socialiste soviétique kazakhe.

### Depuis l'indépendance
L'éclatement de l'URSS provoque l'indépendance des trois anciennes républiques socialistes soviétiques recouvrant la vallée, en 1991. Désormais, elle se trouve traversée de véritables frontières nationales avec des postes douaniers et des zones militaires interdites, ce qui provoque des heurts fréquents entre différentes communautés qui se trouvent à l'état de minorité derrière l'une ou l'autre frontière. De plus la question de l'eau et de l'électricité est un problème récurrent entre les différents pays. Ainsi le Kirghizistan en amont est régulièrement critiqué par ses voisins (l'Ouzbékistan en tête) à cause de sa supposée mauvaise gestion de l'eau, comme au lac artificiel de Toktogoul.
Dans la partie kirghize de la vallée, de violents affrontements ont lieu en juin 2010 entre Kirghizes et Ouzbeks minoritaires. Entre 500 et 800 victimes presque toutes ouzbèkes trouvent la mort et des milliers sont blessés. Cela provoque l'exil d'environ 200 000 Ouzbeks de Kirghizie vers l'Ouzbékistan.
La décennie 1990-2000 est marquée par l'accélération du rythme du départ de centaines de milliers de russophones, plus qualifiés, et d'autres nationalités de l'ancienne URSS, à cause de l'écroulement de l'économie et de la fermeture des combinats et des usines collectives. La transition vers l'économie de marché qui n'est pas encore pleinement réalisée au début du XXIe siècle provoque le renforcement de clans accapareurs et de différentes maffias. Toutefois après l'écroulement de l'économie des dernières décennies, la situation de la vallée s'améliore rapidement, surtout en Ouzbékistan, dont les ressources et les structures sociales et étatiques sont plus solides que dans les parties tadjike et kirghize de la vallée.

## Activités

### Économie

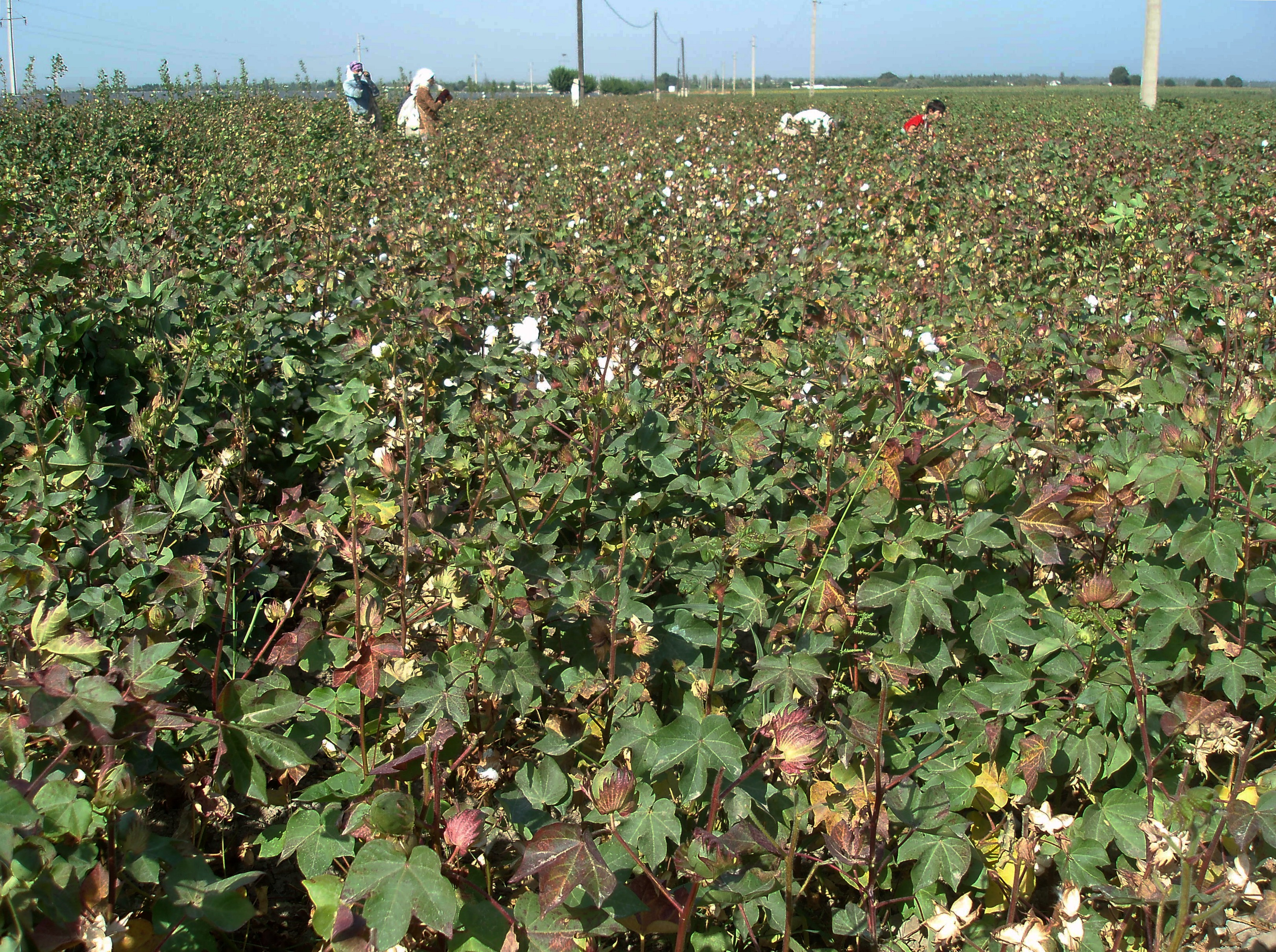
Culture du coton dans la vallée de Ferghana

Les principales activités économiques sont l'agriculture liée à l'irrigation, surtout le coton, les arbres fruitiers, le riz, la vigne, et l'agriculture vivrière ; puis les industries liées à l'extraction minière, l'hydroélectricité et l'industrie lourde. Les villes abritent aussi des industries légères, menuiserie, construction, etc.

### Transports
- Route reliant d'est en ouest Andijan, Kokand, Marguilan et Khodjent.
- Route M41 qui désenclave la vallée vers l'est.
- Ligne de chemin de fer du Transaral (dès 1889).

Il existe quatre aéroports principaux, mais dont les infrastructures vieillissantes datent majoritairement des années 1970-1980. Ce sont par ordre d'importance :
- l'aéroport d'Andijan (Ouzbékistan), qui relie la vallée à Moscou, Sourgout, Novossibirsk, Omsk, Saint-Pétersbourg, Krasnoïarsk, Tachkent et d'autres villes d'Ouzbékistan ;
- l'aéroport d'Och (Kirghizistan), qui relie la vallée à Moscou, Saint-Pétersbourg, Sourgout, Iekaterinbourg, Kazan, Istanbul, Bichkek ;
- l'aéroport de Namangan (en) (Ouzbékistan), reconstruit à partir de 2007, qui relie la vallée à Moscou, Saint-Pétersbourg, Krasnoïarsk, Tcheliabinsk, Nijni Novgorod, Iekaterinbourg, Tachkent ;
- l'aéroport de Ferghana (Ouzbékistan), qui relie la vallée à Moscou, Saint-Pétersbourg, Krasnodar, Novossibirsk et Tachkent.

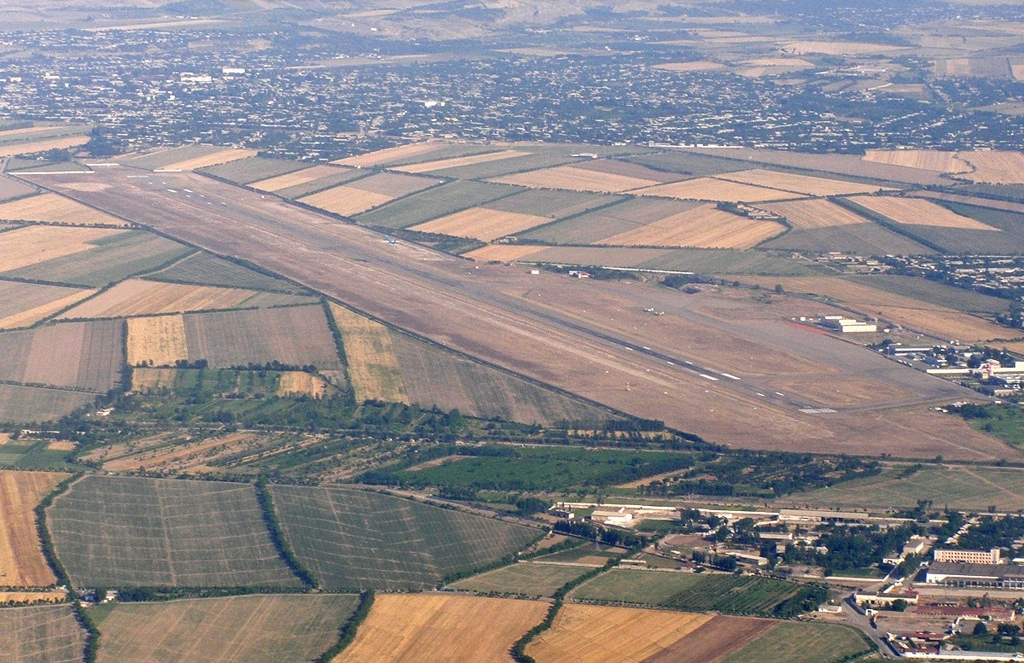
Vue aérienne de l'aéroport de Namangan
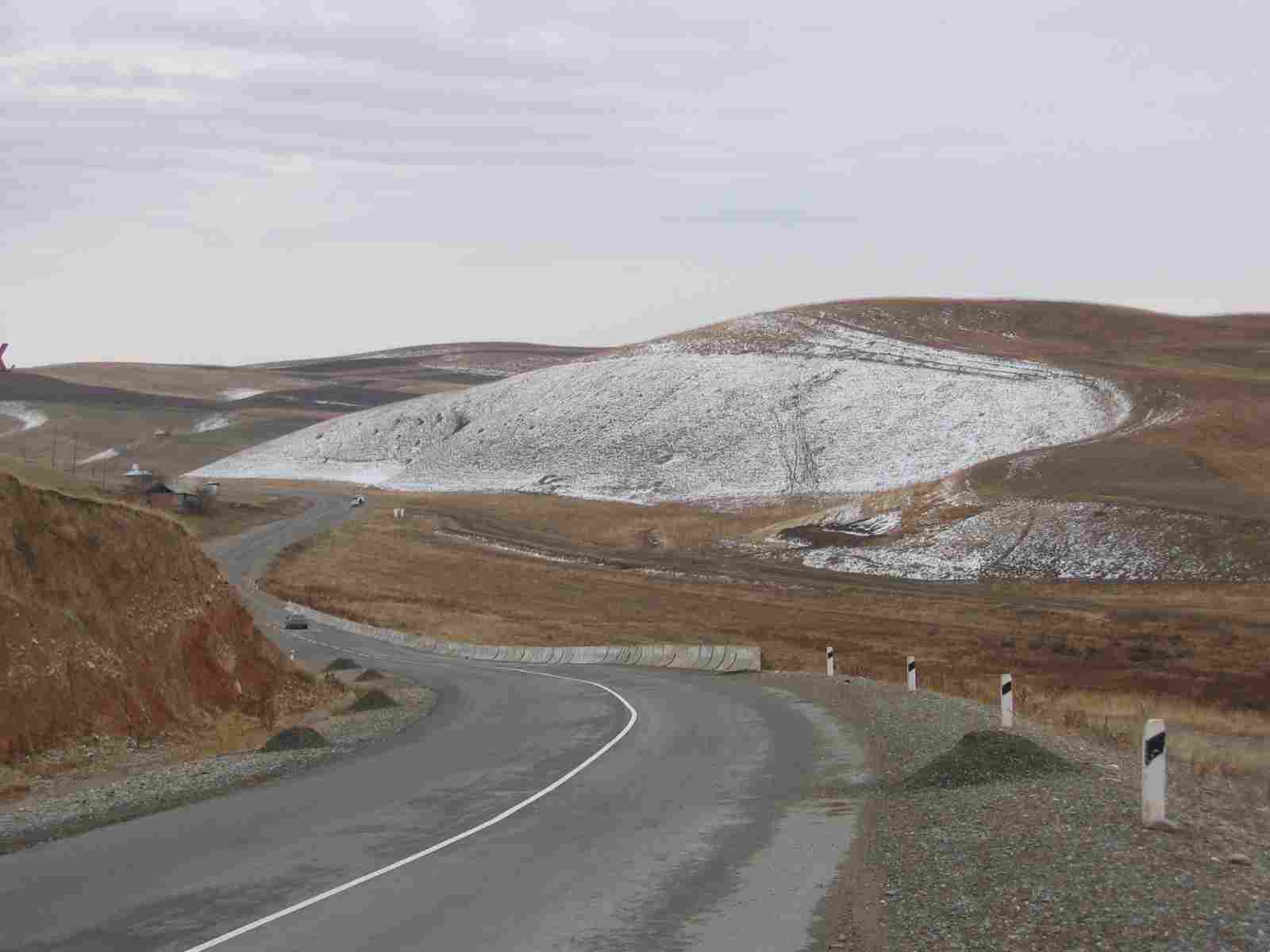
Route de Djalalabad à Och, dans la partie kirghize